# Andriambahomanana
Adriambahomanana foi o primeiro homem a pisar na terra de acordo com a mitologia dos povos autóctones de Madagascar